# Literatura

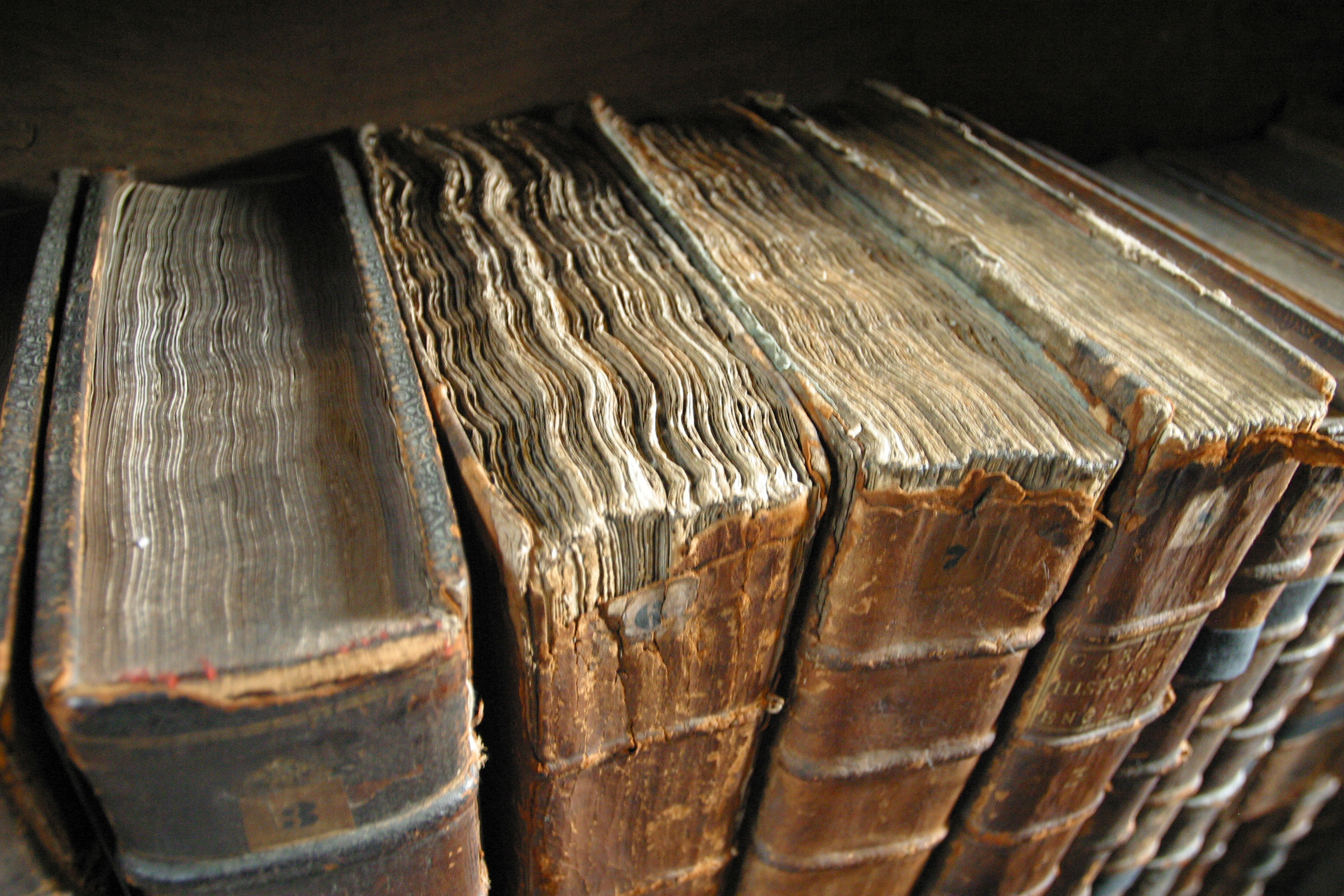
Detalle de varios libros antiguos encuadernados en la biblioteca de Merton College

La literatura es el «arte de la expresión verbal» (entendiéndose como verbal aquello «que se refiere a la palabra, o se sirve de ella») y, por lo tanto, abarca tanto textos escritos (literatura escrita) como hablados o cantados (literatura oral). En un sentido más restringido y 'neotradicional' (ya que las primeras obras literarias fueron compuestas para ser cantadas o recitadas); es la escritura que posee mérito artístico y que privilegia la literariedad, en oposición al lenguaje ordinario de intención menos estética y más práctica. El término literatura designa también al conjunto de producciones literarias de una lengua, nación, época o incluso de un género (la literatura griega, la literatura del Siglo XVIII, la literatura fantástica, etc.) y al conjunto de obras que versan sobre un arte o una ciencia (literatura médica, jurídica, etc.). Es estudiada por la teoría literaria.
El concepto de literatura ha cambiado con el tiempo por ser en parte subjetivo; en su sentido genérico es el conjunto de cualquier producción escrita u oral de una nación, época o género y, en su sentido restrictivo, se considera que debe tener un valor estético o intelectual.
La literatura es una de las Bellas Artes y una de las más antiguas formas de expresión artística, caracterizada, según el Diccionario de la Real Academia Española, por la “expresión verbal”. Es decir que alcanza sus fines estéticos mediante la palabra, tanto oral como escrita. Sin embargo, nunca resulta fácil justificar qué cosa es y qué cosa no es literatura, ya que este se trata de un concepto construido históricamente. Así, fue revisado y redefinido numerosas veces a lo largo del tiempo, y existen muchas definiciones posibles .
Uno de los rasgos singulares de la literatura es su uso del lenguaje, que a menudo se denomina la “lengua literaria”, y que se diferencia del uso ordinario o cotidiano. Su uso particular del lenguaje persigue la belleza y la reflexión sobre sí mismo, no solo mediante el empleo de tropos y figuras retóricas, sino también de un sentido particular del ritmo, así usando la rima como recurso primordial.
A esto, además, deben sumarse los permisos que da la ficción: situaciones, imágenes y relatos provenientes de la imaginación o de la realidad misma, pero filtrados a través de la subjetividad.
La literatura es un campo de estudio en sí mismo; sirve de objeto de estudio a la teoría literaria y a la crítica literaria, así como a la filología e historia de la literatura. Por otro lado, puede hablarse también de literatura en un sentido no vinculado con el arte, sino referido a un conjunto organizado de saberes y textos en torno a un tema: “literatura médica” o “literatura técnica”, por ejemplo.

## La literatura
Véase artículo principal: Historia de la literatura e Historia de la literatura moderna

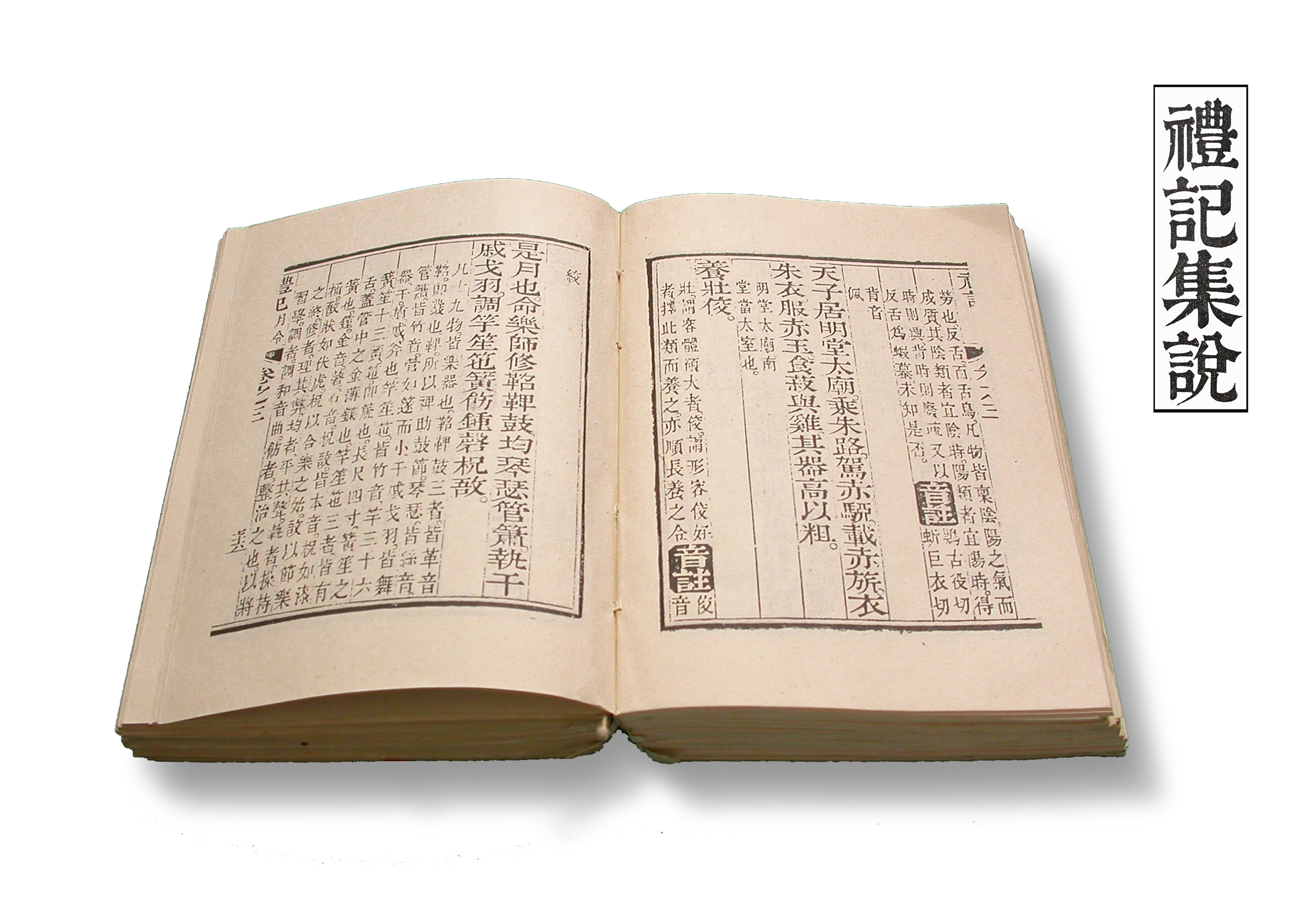
El Libro de los Ritos (禮 (Lǐjì)), un antiguo texto chino. Algunas definiciones de la literatura han llevado a incluir todos los trabajos escritos.

Hasta el siglo XVIII, lo que actualmente denominamos «literatura» se designaba como poesía o elocuencia. Durante el Siglo de Oro español, por poesía se entendía cualquier invención literaria, perteneciente a cualquier género y no necesariamente en verso, entendiéndose por tal tres tipos fundamentales de "poesía / literatura": la lírica (propia del canto, en verso), la épica (propia de la narración, en verso largo o prosa) y la dramática (en diálogo). A comienzos del siglo XVIII se comenzó a emplear la palabra «literatura» para referirse a un conjunto de actividades que utilizaban la escritura como medio de expresión. A mediados de la misma centuria, Lessing publica Briefe die neueste Literatur betreffend, donde se utiliza «literatura» para referirse a un conjunto de obras literarias. A finales del siglo XVIII, el significado del término «literatura» se especializa, restringiéndose a las obras literarias de reconocida calidad estética. Este concepto se puede encontrar en la obra de Marmontel, Eléments de littérature (1787), y en la obra de Madame de Staël,  De la literatura considerada en relación con las instituciones sociales.
En Inglaterra, en el siglo XVIII, la palabra «literatura» no se refería solamente a los escritos de carácter creativo e imaginativo, sino abarcaba el conjunto de escritos producidos por las clases instruidas: cabían en ella desde la filosofía a los ensayos, pasando por las cartas y la poesía. Se trataba de una sociedad en la que la novela tenía mala reputación, y se cuestionaba si debía pertenecer a la literatura. Por eso Eagleton sugiere que los criterios para definir el corpus literario en la Inglaterra del siglo XVIII eran ideológicos, circunscritos a los valores y a los gustos de una clase instruida. No se admitían las baladas callejeras ni los romances, ni las obras dramáticas. En las últimas décadas del siglo XVIII apareció una nueva demarcación del discurso de la sociedad inglesa. Eagleton nos cuenta que surge la palabra «poesía» como un producto de la creatividad humana en oposición a la ideología utilitaria del inicio de la era industrial. Tal definición la encontramos en la obra A Defence of poetry (1821) de Shelley. En la Inglaterra del Romanticismo, el término «literato» era sinónimo de «visionario» o «creativo». Pero no dejaba de tener tintes ideológicos, como en el caso de Blake y Shelley, para quienes se transformó en ideario político, cuya misión era transformar la sociedad mediante los valores que encarnaban en el arte. En cuanto a los escritos en prosa, no tenían la fuerza o el arraigo de la poesía; la sociedad los consideraba como una producción vulgar carente de inspiración.

### La literatura se define por suliterariedad

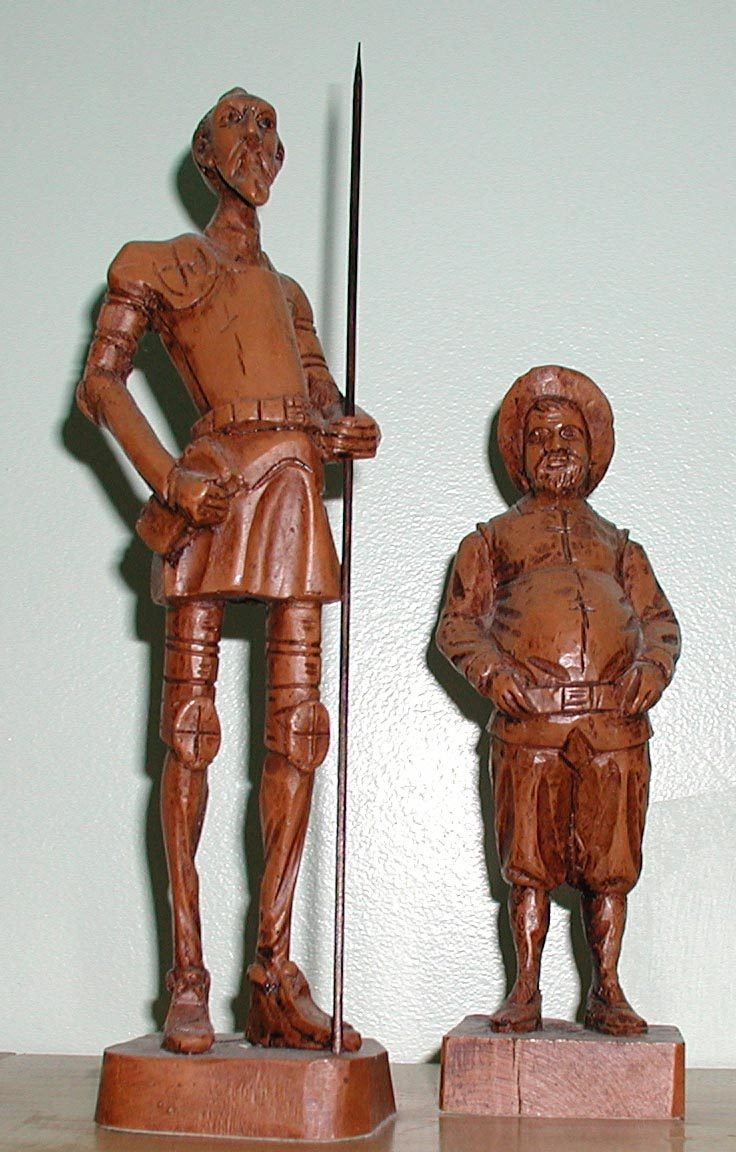
Don Quijote y Sancho Panza, personajes de Don Quijote de la Mancha.

En busca de la definición de los conceptos «literatura» y «literario», surgió la disciplina de la teoría de la literatura, que empieza por delimitar su objeto de estudio: la literatura. No hay una definición unívoca del término, ya que dependerá del crítico literario que la defina, como así también de la época y del contexto que la define. Sin embargo, los primeros estudiosos que se preocuparon por el estudio de esta disciplina son los llamados formalistas rusos.
A comienzos del siglo XX, el Formalismo ruso se interesa por el fenómeno literario, e indaga sobre los rasgos que definen y caracterizan dichos textos literarios, es decir, sobre la literariedad de la obra. Roman Jakobson plantea que la literatura, entendida como mensaje literario, tiene particularidades de tal forma que la hacen diferente de otros discursos; este interés especial por la forma es lo que Jakobson llama «función poética», por la que la atención del emisor recae sobre la forma del mensaje (o, lo que es lo mismo, hay una «voluntad de estilo» o de estilizar el lenguaje por parte del escritor). En efecto, hay determinadas producciones lingüísticas cuya función primordial es proporcionar placer literario, un deleite de naturaleza estética, producido por la belleza, en relación con el pensamiento aristotélico. El lenguaje combinaría en sus elementos más simples dos tipos de elementos: redundancias, recurrencias o repeticiones rítmicas formales y de contenido semántico, esto es, analogías, por un lado, y por el otro, desvíos de la norma, para alejarse del lenguaje común, causar extrañeza, renovar: la llamada anomalía; de ese modo se impresiona la imaginación y la memoria y se llama la atención sobre la forma del mensaje, su peculiar forma expresiva. De ambas tendencias, la rítmica o repetitiva es popularizante, y la segunda, por el contrario de sesgo aristocratizante.
El lenguaje literario sería uno estilizado y con una trascendencia particular, destinado a la perdurabilidad; muy diferente de las expresiones de la lengua de uso común, destinada a su consumo inmediato. La literatura, por otra parte, exige por tradición un respaldo sustentable: El Ingenioso Hidalgo Don Quijote de La Mancha no habría podido escribirse si no hubieran existido antes los libros de caballerías.
Wolfgang Kayser, a mediados del siglo XX, plantea cambiar el término «Literatura» por el de Belles Lettres, diferenciándolas del habla y de los textos extraliterarios, en el sentido de que los textos literario-poéticos son un conjunto estructurado de frases portadoras de un conjunto estructurado de significados, en el que los significados se refieren a realidades independientes del que habla, creándose así objetividad y unidad propias.

### El término literatura y sus adjetivos

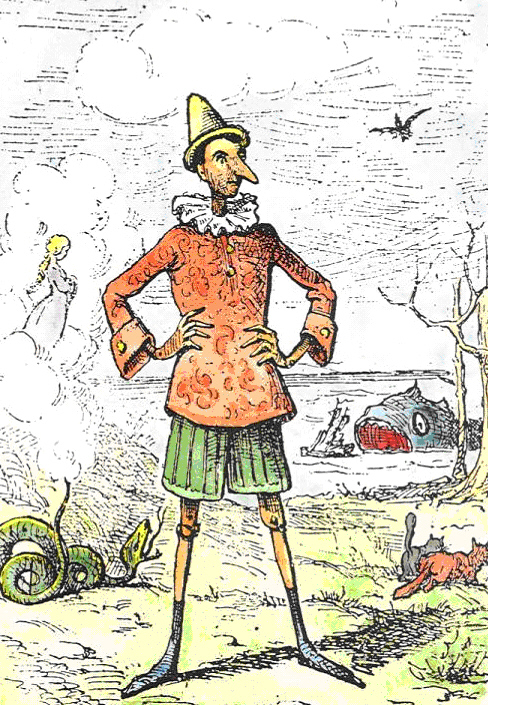
Las Aventuras de Pinocho (1883) es una obra canónica de literatura infantil y uno de los libros de mayor venta publicados.

Raúl H. Castagnino, en su libro ¿Qué es la literatura?, indaga sobre el concepto y cómo se extiende a realidades como la escritura, la historia, la didáctica, la oratoria y la crítica. Según Castagnino, la palabra literatura adquiere a veces el valor de nombre colectivo cuando denomina el conjunto de producciones de una nación, época o corriente; o bien es una teoría o una reflexión sobre la obra literaria; o es la suma de conocimientos adquiridos mediante el estudio de las producciones literarias. Otros conceptos, como el de Verlaine, apuntan a la literatura como algo superfluo y acartonado, necesario para la creación estética pura. Posteriormente, Claude Mauriac propuso el término "aliteratura" en contraposición a «literatura» en el sentido despectivo que le daba Verlaine. Todas estas especificaciones hacen de la literatura una propuesta que depende de la perspectiva desde la que se enfoque. Así, Castagnino concluye que los intentos de delimitar el significado de «literatura», más que una definición, constituyen una suma de adjetivaciones limitadoras y específicas.
Si se considera la literatura de acuerdo con su «extensión y su contenido», la literatura podría ser universal, si abarca la obra de todos los tiempos y lugares; si se limita a las obras literarias de una nación en particular, es Literatura nacional. Las producciones, generalmente escritas, de un autor individual, que, por tener conciencia de autor, de creador de un texto literario, suele firmar su obra, forman parte de la literatura culta, mientras que las producciones anónimas fruto de la colectividad y de transmisión oral, en ocasiones recogidas posteriormente por escrito, conforman el corpus de la literatura popular o tradicional.
Según el «objeto», la literatura será preceptiva si busca normas y principios generales; «histórico-crítica» si el enfoque de su estudio es genealógico; «comparada», si se atiende simultáneamente al examen de obras de diferentes autores, épocas, temáticas o contextos históricos, geográficos y culturales; «comprometida» si adopta posiciones militantes frente a la sociedad o el estado; «pura» si solo se propone como un objeto estético; «ancilar», si su finalidad no es el placer estético sino que está al servicio de intereses extraliterarios.
Según los «medios expresivos y procedimientos», Castagnino propone que la literatura tiene como formas de expresión el verso y la prosa y sus realizaciones se manifiestan en géneros literarios universales, que se encuentran, más o menos desarrollados, en cualquier cultura; «lírico», «épico» y «dramático». Manifestaciones líricas son aquellas que expresan sentimientos personales; épicas, las que se constituyen en expresión de un sentimiento colectivo manifestado mediante modos narrativos, y dramáticas, las que objetivan los sentimientos y los problemas individuales comunicándose a través de un diálogo directo. A estos géneros literarios clásicos habría que añadir además el didáctico.

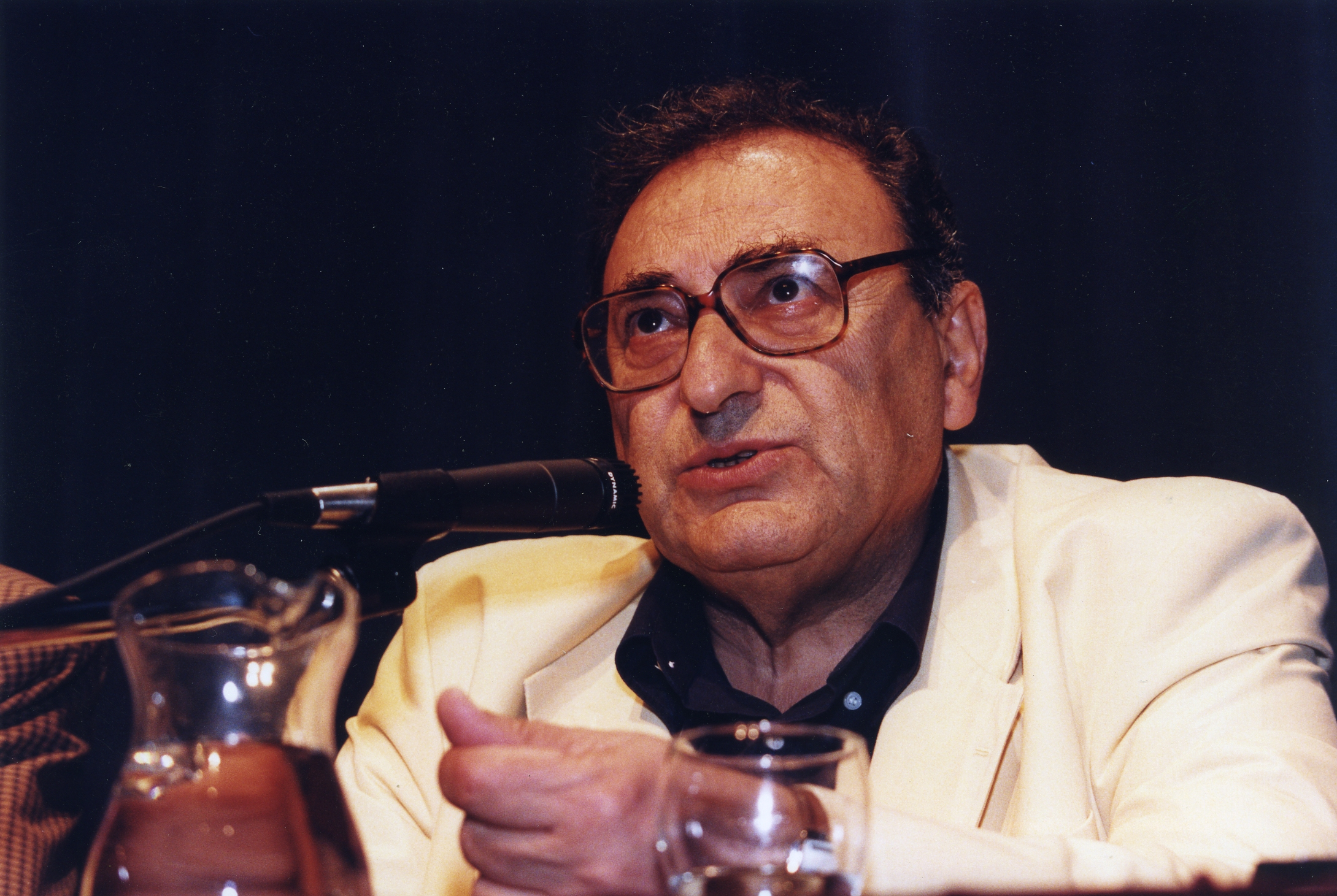
Juan José Saer

El teórico Juan José Saer postula que la literatura es ficción; es decir que todo lo que leemos como literatura no tiene referencia directa en el mundo real.Lo literario solo existe en relación con el texto en el cual aparece. Pero la literatura, aunque resulte paradójico, es profundamente verdadera: su autenticidad pasa por reconocerse como ficción y hablar de lo real desde allí. Saer afirma, además, «que la verdad no es necesariamente lo contrario de la ficción», y que cuando optamos por la práctica de la ficción no lo hacemos con el propósito turbio de tergiversar la verdad. En cuanto a la dependencia jerárquica entre verdad y ficción, según la cual la primera poseería una positividad mayor que la segunda, es, desde luego, en el plano que nos interesa, «una mera fantasía moral».
El fenómeno literario ha estado siempre en constante evolución y transformación, de tal modo que el criterio de pertenencia de una obra a la literatura puede variar a lo largo de la historia, según varía el concepto de «arte literario».
Desde este punto de vista, la literatura es un arte. Una actividad de raíz artística que aprovecha como medio el lenguaje, la palabra que se convierte en viva por medio de escritos. Por lo tanto, es una actividad que no discrimina género, ni motivos, ni temáticas.

### Barthes: la literatura como práctica de escritura
Para Barthes la literatura no es un corpus de obras, ni tampoco una categoría intelectual, sino una práctica de escritura. Como escritura o como texto, la literatura se encuentra fuera del poder porque en ella se está produciendo un desplazamiento de la lengua, en la cual surten efecto tres potencias: alojamiento de muchos saberes (mathesis), representación (mimesis) y juego de los signos (semiosis). Como la literatura es una suma de saberes, cada saber tiene un lugar indirecto que hace posible un diálogo con su tiempo. Como en la ciencia, en cuyos intersticios trabaja la literatura, siempre retrasada o adelantada con respecto a ella: «La ciencia es vasta, la vida es sutil, y para corregir esta distancia es que nos interesa la literatura».
Por otra parte, el saber que moviliza la literatura no es completo ni final. La literatura solo dice que sabe de algo, es la gran argamasa del lenguaje, donde se reproduce la diversidad de sociolectos constituyendo un lenguaje límite o grado cero, logrando de la literatura, del ejercicio de escritura, una reflexión infinita, un actuar de signos.

### Tzvetan Todorov: Comienzo de una categorización moderna
Es necesario estudiar la literariedad y no la literatura, señaló Tzvetan Todorov, ante la aparición de la primera tendencia moderna en los estudios literarios: llamado el formalismo ruso. Este grupo de intelectuales, redefinió el objeto de investigación, este no apuntaba a sustituir el enfoque trascendente. En cambio, se estudiaría, no la obra, sino las virtualidades del discurso literario que la han hecho posible. De esta forma, los estudios literarios podrían un día llegar a ser una ciencia de la literatura, algo a lo que aspira la teoría literaria.
Sentido e interpretación: Para acceder al discurso literario debemos aprenderlo en las obras concretas. ¿Cómo aislar entonces en campo de análisis? Se definen entonces dos aspectos: el sentido y la interpretación. El sentido es la posibilidad de entrar en correlación con otros elementos de esa misma obra y en su totalidad. Por otra parte, la interpretación es diferente, según la personalidad del crítico y su posición ideológica, también varía de acuerdo a la época y contexto de producción de la obra, en otras palabras, el elemento es incluido en un sistema, que no es el de la obra, sino del crítico-lector.

### M. A. Garrido Gallardo: El término “literatura”
En la estela de Barthes y Todorov, Miguel Ángel Garrido Gallardo actualiza la definición del término: Arte de la palabra por oposición a las otras artes (la pintura, la música, etc.). Actualmente, es su sentido fuerte, que nació a finales del siglo XVIII y se consagra en la obra de Mme. De Staël, De la Littérature (1800). 2. Arte de la palabra por oposición a los usos funcionales del lenguaje. Corresponde al deslinde entre los escritos de creación (“poesía” en el sentido etimológico) y los otros escritos que reclaman un estatuto aparte como científicos. En sentido estricto, de obra de creación con el lenguaje, el término literatura es la palabra de los siglos XIX y XX para significar dicha realidad. Antes se llamaba poesía. Su continuación en el mundo cíber del siglo XXI se llama ciberliteratura, y ya no es literatura: tiene unas condiciones comunicativas distintas. En todo caso, hoy por hoy, la literatura sigue siendo un fenómeno cultural muy importante, pues mantiene en estado de vigilia los materiales de la “poesía” y sobrevive y continúa, codo con codo con la “ciberliteratura”, en estado de buena salud.

## Estética

### Teoría literaria
Véase artículo principal: Teoría literaria
Una cuestión fundamental de la teoría literaria es "¿qué es la literatura?" - aunque muchos teóricos y estudiosos literarios contemporáneos creen, o que "literatura" no se puede definir, o que puede referirse a cualquier uso del lenguaje.

### Ficción literaria
Véase artículo principal: ficción

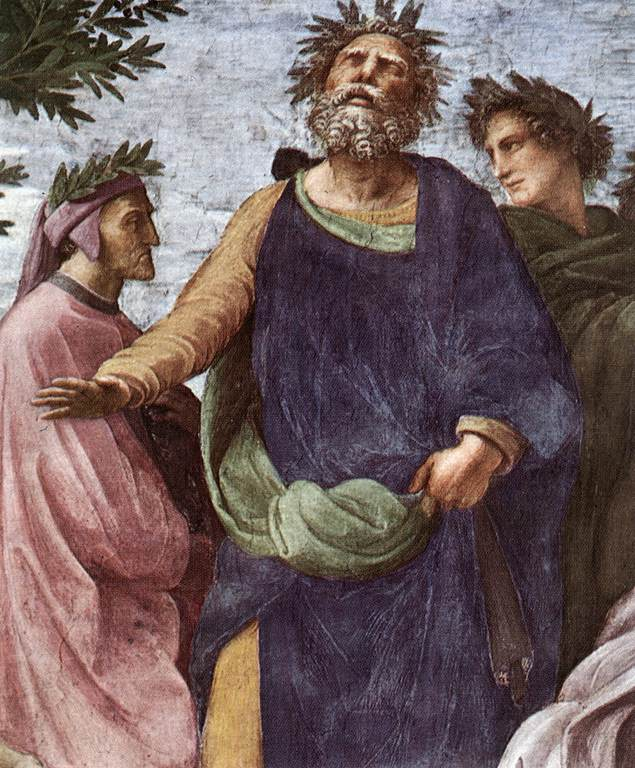
Dante, Homero y Virgilio en el fresco del Parnaso de Rafael (1511), figuras clave del canon occidental.

La ficción literaria es un término utilizado para describir la ficción que explora cualquier faceta de la condición humana y puede involucrar comentarios sociales. A menudo se considera que tiene más mérito artístico que la ficción de género, especialmente los tipos más orientados al comercio, pero esto ha sido cuestionado en los últimos años, con el estudio serio de la ficción de género dentro de las universidades.
Lo siguiente, del galardonado autor británico William Boyd sobre el cuento, podría aplicarse a toda la ficción en prosa:
[los cuentos] parecen responder a algo muy profundo en nuestra naturaleza como si, mientras dure su narración, se hubiera creado algo especial, se hubiera extrapolado alguna esencia de nuestra experiencia, se hubiera hecho algún sentido temporal de nuestro viaje común y turbulento hacia la tumba y olvido.
Lo mejor en literatura es reconocido anualmente por el Premio Nobel de Literatura, que se otorga a un autor de cualquier país que, en palabras de la voluntad del industrial sueco Alfred Nobel, haya producido "en el campo de la literatura la obra más destacada en una dirección ideal "(sueco original: den som inom litteraturen har producerat det mest framstående verket i en idealisk riktning).

## Relación entre la Literatura y la psicología
Algunos investigadores sugieren que la ficción literaria puede desempeñar un papel en el desarrollo psicológico de un individuo. Los psicólogos también han estado utilizando la literatura como herramienta terapéutica. Aunque existían ya antecedentes sobre la fértil relación entre Psicología Social y Literatura, provenientes sobre todo de la Sociología de la literatura o la Sociología de la novela, es sobre todo a partir de los años 80 cuando la aproximación entre Psicología Social y Literatura se hace ya imprescindible y necesaria, como consecuencia, por un lado, de la disolución por parte del pensamiento postmoderno de las fronteras entre discursos científicos y discursos no científicos, y, por otro lado, de la gran importancia que la Nueva Psicología Social concede al análisis del discurso, al estudio del discurso narrativo y a la Psicología Social Retórica. Uno de los más importantes efectos de la influencia que en las últimas décadas ha tenido la obra de Wittgenstein, sobre todo sus Investigaciones filosóficas, ha sido abrir la puerta definitivamente al llamado giro lingüístico, que, como señala Tomás Ibáñez, ha contribuido a dibujar nuevas concepciones acerca de la naturaleza del conocimiento y sobre todo nuevas maneras de concebir la propia naturaleza del lenguaje que, entre otras cosas, ha pasado de describir la realidad a construirla o, más específicamente, a construir realidades. La importancia que para el análisis psicosociológico de la realidad tienen los textos de la literatura proviene de la tesis fundamental del libro de Lucien Goldman según la cual los verdaderos autores de la creación cultural son los grupos sociales y no los individuos aislados.
Si las transformaciones sociales y económicas que ha sufrido nuestra sociedad ha influido poderosamente en el surgimiento y desarrollo tanto de la Literatura como de la propia Psicología, ello ha tenido lugar a través al menos de estas dos vías: por una parte, a través de los cambios que ha producido en los escritores, como miembros particularmente sensibles de los grupos sociales a que pertenecían; y, por otra parte, a través de las modificaciones que producían en el conjunto de los miembros de esos mismos grupos sociales, preparándoles así para la lectura de las obras de su “avanzadilla” intelectual, que eran los escritores. Pero, en una relación claramente dialéctica, la propia lectura fue acelerando la transformación de la mentalidad de las personas y los grupos sociales de cada momento histórico.
En 1997, el escritor Juan José Millas convenció a la editorial Siruela para que publicara los casos clínicos de Freud como relatos clínicos. Este escritor es de la opinión que el historial clínico es un género literario. Millás reconoce en Freud una vena literaria potente, pues en la escritura de sus casos clínicos, se cumple la máxima de todo buen relato: el desconcierto y el esclarecimiento. Según Millás los casos clínicos, y en especial los de Freud, son literatura pura.
En una entrevista a Freud, el entrevistador le preguntó si compartía la idea de que el psicoanálisis había dado nuevas intensidades a la literatura. Y Freud dijo:
«También yo recibí mucho de la literatura y la filosofía. Nietzsche fue uno de los primeros psicoanalistas. Thomas Mann y Hugo Von Hofmannsthak mucho nos deben a nosotros. Y Arthur Schnitzler recorre un sendero que es, en gran medida, paralelo a mi propio desarrollo. Él expresa poéticamente lo que yo intento comunicar científicamente»
De los más de cuatrocientos términos y de los noventa conceptos estrictamente freudianos, es precisamente el complejo de Edipo el concepto central, el corazón del cuerpo teórico del método de investigación y análisis por él creado. Complejo, o nudo, que escuchó, analizó e interpretó en su práctica clínica, como en la lectura de un relato de los clásicos griegos: Edipo de Sófocles.
Como suele ocurrir que una lectura remite a otras muchas lecturas, la segunda lectura capital para Freud fue Hamlet de Shakespeare. Así se lo escribe a su amigo y médico alemán Wihelm Fliess:
«Una idea me ha cruzado por la mente, la de que el conflicto edípico puesto en escena en el Oedipus Rex de Sófocles podría estar también en el corazón de Hamlet. No creo en una intención consciente de Shakespeare, sino más bien que un acontecimiento real impulsó al poeta a escribir ese drama, y que su propio inconsciente le permitió comprender el inconsciente de su héroe».
Este tríptico lo completa la novela de Dostoievski, Los hermanos Karamazov. Si en Edipo rey descubre lo universal del inconsciente disfrazado de destino, en Hamlet será la inhibición culpable y en Los hermanos Karamazov el deseo parricida.
En 1912 Freud y sus discípulos crearon una revista para la publicación y difusión de la aplicación del psicoanálisis a las ciencias del espíritu o culturales. En un principio pensaron en llamarla Eros y Psique, pero terminaron poniéndole el nombre de una novela que causó furor entre el mundillo psicoanalítico de la época: Imago, del escritor suizo Carl Spitteler, premio Nobel de literatura en 1919.
Si Freud recurre al lenguaje figurado del arte y la literatura es para intentar superar los límites del lenguaje científico. De allí que utilice a veces el texto literario como caso clínico y otras veces, cuando por ética profesional no puede utilizar los casos de su clínica privada.
Las ideas del psicólogo Abraham Maslow ayudan a los críticos literarios a comprender cómo los personajes de la literatura reflejan su cultura personal y la historia. La teoría sugiere que la literatura ayuda a un individuo a luchar por la realización personal.

## Géneros literarios
Véase artículo principal: Género literario
Los géneros literarios han ido cambiando según la época y la zona cultural. Ya se ha comentado en la introducción que tradicionalmente fueron establecidos como básicos tres géneros, que partían de la imitación y de la descripción de la naturaleza. De la primera surge el género dramático ( tragedia , drama , comedia ), de la segunda el lírico (poesía) y de su fusión, el épico. Benedetto Croce (1886-1952) representó el cambio de perspectiva: cada obra es una visión del mundo, singular e individual; pertenece a un género por aspectos externos. Hoy es admitida, en general, la división clásica, pero como expresión de tres actitudes fundamentales humanas y como una ayuda -con el añadido de subdivisions- para la clasificación de las obras.
Según los medios expresivos y procedimientos, Castagnino propone que la literatura tiene como formas de expresión el verso y la prosa y sus realizaciones se manifiestan en géneros literarios, universales, que se encuentran más o menos desarrollados en cualquier cultura: el lírico, el épico y el dramático. Las manifestaciones líricas son aquellas que expresan sentimientos personales; las épicas se constituyen en expresión de un sentimiento colectivo manifestado mediante diferentes maneras narrativas; y las dramáticas, las que objetivan los sentimientos y los problemas individuales comunicando con un diálogo directo. A estos géneros literarios clásicos habría que añadir, además, el género didáctico. El fenómeno literario ha sido siempre en constante evolución y transformación, de tal manera que el criterio de pertenencia o no de una obra a la literatura puede variar a lo largo de la historia, al variar el concepto de "arte literario".
La mayoría de clasificaciones tradicionales, por tanto, también atienden a la forma de escritura (la literatura oral asimila al género correspondiente). El primer gran género es la poesía, que engloba todas las obras escritas en verso. Fue el primer tipo de literatura, ya que justamente los recursos retóricos del verso lo alejaban del lenguaje ordinario. Por oposición, está la prosa , que recoge el lenguaje sin métrica, y el teatro, bajo la forma de diálogo que se representa para un público. El teatro tiene dos subgéneros principales según el tema y el estilo de la obra: la tragedia y la comedia (si es triste y elevado, o si trata de hacer reír).
En paralelo, se mantiene la llamada literatura oral , de tradición popular, compuesta de leyendas, relatos, mitos , canciones y cuentos de hadas. La literatura infantil y la literatura juvenil son divisiones en función de la edad de los destinatarios, pero mantienen todos los géneros de la literatura para adultos.
Atendiendo al tipo de texto , el género principal es la narrativa, que incluye todas las obras que tienen como propósito principal contar una historia. Dentro de este género destacan la novela, el cuento, la fábula, la epopeya, entre otros. Los textos de la lírica, por el contrario, intentan sobre todo transmitir emociones.
Si el texto no trata un asunto de ficción sino una reflexión sobre el mundo real, se denomina ensayo. El sermón es una variante dirigida oralmente a un público. Dentro de este grupo, también se encuentran los escritos destinados a consignar la vida de una persona o hechos históricos, como la crónica, la biografía o el diario personal.
El cómic es un género que mezcla texto e ilustraciones y puede tratar cualquier tema. La trama suele estar desglosada en viñetas, que hacen la función de párrafos. Es uno de los géneros más modernos en la historia de la literatura.

### Poesía
Véase artículo principal: Poesía
En una definición breve, la poesía hace referencia al género de obras escritas en verso. En sentido "tradicional", la poesía es «el arte de expresar, de traducir en forma concreta, el contenido espiritual propio, mediante palabras dispuestas según unas determinadas leyes métricas». En este sentido, la poesía se contrapone a la prosa y se identifica con el arte de componer versos. Sin embargo, modernamente, la composición métrica no se considera indispensable para la creación de poesía. La concepción moderna de la poesía pone énfasis en su subjetividad, en particular, la subjetividad de cada poeta que sabe infundir en su mundo, con conmoción y energía, las vibraciones de su ánimo. Así pues, la poesía persigue la finalidad de conmover el ánimo del lector, de exaltar la fantasía, y de plasmar emociones y sentimientos.

### Prosa
Véase artículo principal: prosa
Por contraposición, la prosa es «lo que se contrapone a poesía».  Modernamente, la obra en prosa es aquella que no alcanza la plenitud de la expresión artística o que responde solo a unas finalidades prácticas. Tradicionalmente, la narrativa se asocia a la prosa, pero puede haber poemas narrativos y textos en prosa de carácter no narrativo, como el ensayo, la descripción, etc. Las palabras se agrupan sin seguir las leyes de la métrica, Ya que imitan la fluidez del discurso oral. Es la manera más natural de escribir y, por ello, además de la literatura, aparece en los medios de comunicación, avisos, leyes y otros documentos. A pesar de este carácter más cercano al habla, fue el último estilo literario a aparecer, ya que los primeros escritos literarios utilizaban el verso justamente para marcar el carácter artístico y facilitar su memorización.

### Teatro
Véase artículo principal Teatro y Dramaturgia
No se debería confundir al teatro con el género dramático. El teatro es la representación escénica de la obra dramática. El género dramático comprende las obras concebidas para ser representadas en un escenario y ante un público. Así pues, el género dramático corresponde al texto escrito del arte escénica. El teatro constituye un todo orgánico del que sus diferentes elementos forman una parte indivisible. Estos elementos, sin embargo, tienen cada uno características y normas propias y, en función de la época, de la personalidad del director o de otras circunstancias, es habitual que se conceda a unos u otros mayor relevancia dentro del conjunto. Estos elementos son:
- El texto. Las obras dramáticas se escriben en diálogos y en primera persona, en el que existe las acciones que van entre paréntesis (llamado lenguaje de las acotaciones). En la tradición occidental, el texto -la obra dramática- se ha considerado siempre la pieza esencial del teatro, llamado el arte de la palabra.
- El director. La personalidad del director como artista creativo por derecho propio solo se consolidó, según se apuntó anteriormente, a finales del siglo  XIX.
- Los actores. Las técnicas de actuación han variado enormemente a lo largo de la historia y no siempre de manera uniforme.

Otros elementos como los decorados -el ambiente en que se desarrolla una representación dramática, la escenografía, la iluminación o el vestuario.

## Géneros
Los géneros literarios son diversas categorías que nos permiten clasificar de una forma fácil y sencilla los diferentes textos literarios. Dependiendo de la temática, la extensión, el tono e incluso el propio contenido, un libro formará parte de un género u de otro. Gracias a esta clasificación los lectores son capaces de determinar el marco de referencia y el escrito de cada obra, ya que mantienen una estructura concreta.
Esta clasificación surge en el 335 a. C. por medio de Aristóteles y su obra La Poética. En este libro se divide a la literatura en cuatro grandes géneros: épico, lírico, didáctico y dramático. Desde entonces, la literatura ha ido evolucionando con el paso de los años y de los siglos. Tanto que algunos de estos géneros se han fusionado con otros y han dado lugar a la aparición de subgéneros.

### Tipos
- Género narrativo: también conocido como épico. Son todas aquellas narraciones que cuentan historias, tanto verídicas como ficticias. Las principales temáticas suelen ser las tradiciones, el nacionalismo y los acontecimientos heroicos de la época. Este género se reconoce hoy en día gracias a la novela.
- Género lírico: sentimientos y emociones a través de las poesías. Los poemas son la forma más habitual de transmitir estas sensaciones. Es muy común el uso de recursos estilísticos como la comparación o la metáfora.
- Género didáctico: no utiliza ningún recurso concreto, más bien se basa en la descripción de una idea para así poder convencer al propio lector. Actualmente la mejor forma de reconocerlo es mediante el ensayo.
- Género dramático: diálogos donde se representan todo tipo de obras o cuentos en frente de espectadores. El objetivo principal de este género no es otro que entretener al público.

### Subgéneros
- Novela: narración extensa con un argumento mucho más complejo y la aparición de múltiples personajes.
- Cuento: es una narración breve que cuenta con la intervención de pocos personajes con un desarrollo y fin.
- Sátira: mediante la burla y la ironía se explican temas relacionados con la época.
- Comedia: el desenlace es feliz y tiene un enfoque mucho más divertido y alegre.
- Drama: problemas familiares, desengañados, duelos de amor son algunos de los temas que más se ahondan en este subgénero dramático.
- Tragedia: es una representación de conflictos tráficos, sobre todo, estaba muy relacionada con la alta sociedad.
- Biografía: describe la vida exacta de una persona. Si es escrita por uno mismo, se conoce como autobiografía.
- Ensayo: es un texto escrito en prosa de una forma muy formal para dar a conocer o exponer una hipótesis o tema.[31]